# 刘钧 (演员)
刘钧（1972年2月17日—），男，山东蓬莱人，中国大陆话剧、影视演员，畢業於山東藝術學院。代表作有电视剧《康熙王朝》、《无限生机》、《知否知否应是绿肥红瘦》、《喬家的兒女》等。